# Барбі
Ба́рбі (англ. Barbie, зменшувальне від Barbara) — лялька американської компанії Mattel, спершу дитяча іграшка, переважно для дівчаток і хлопчиків віком 3-10 років, згодом стала також об'єктом колекціонування дорослих. Створена 1959 року в США у штаті Вісконсин. Її авторкою є американська винахідниця й підприємиця Рут Хендлер. Повне вигадане ім'я Барбі — Барбара Міллісент Робертс.

## Історія
Вперше Барбі з'явилася на ярмарку дитячих товарів у Нью-Йорку (1959). Її розробила Рут Хендлер, стенографістка компанії «Mattel». Вважається, що прообразом знаменитої ляльки стала Білд Ліллі, героїня еротичних коміксів, що публікувалися в газеті «Bild Zeitung» (Німеччина). Ляльки-«моделі», які зображали Ліллі, багато в чому нагадували ранні моделі Барбі. «Попередницями» її називали й популярні в 40-50-х рр. паперові ляльки з безліччю різноманітних нарядів — за словами Хендлер, в дитинстві її дочка Барбара (на честь якої і була названа Барбі) нерідко «грала з подругами в ляльки; то були паперові „дорослі“ ляльки, і дівчатка уявляли себе в „дорослому житті“ то дівчатами, то діловими жінками, то мамами (…) Звичайно відчувалася потреба у ляльках …, які могли б познайомити юних леді з багатьма сторонами настільки привабливого для них світу дорослих».
Перша Барбі коштувала $3, була одягнена у чорно-білий смугастий купальник (сукні для ляльки слід було купувати окремо), у неї було стягнуте в «кінський хвіст» світле волосся та чорні очі. Спершу покупці поставилися до новинки насторожено — на ті часи лялька виглядала досить зухвало, проте незабаром вона стала неймовірно популярною серед школярок. У продажу з'явилося безліч всіляких костюмів та аксесуарів для Барбі; в 1961 р. вона обзавелася бойфрендом (Ken), двома роками пізніше — приятелькою Мідж (Midge) і сестрою Скіппер (Skipper). Зовнішній вигляд ляльки змінюється — якщо перша Барбі 1959 виглядала цілком зрілою жінкою, то до кінця 60-х вона стає миловидною тінейджеркою і одягається в «хайпове» вбрання. У неї з'являються все нові рідні та знайомі — кузина Френсі, сестра Тутті, чорношкіра приятелька Крісті, англійка Стейсі. У 1960-х Барбі обзаводиться «Будинком мрії», в 70-х — автомобілем. З'являються Барбі-співачка (1961), Барбі-медсестра (1961), Барбі-стюардеса (1966), Барбі-космонавтка (1965 — за 20 років до польоту в космос першої жінки-американки), Барбі — кандидатка у президенти (1991). У 1980 фірмою «Mattel» була представлена колекційна серія «Ляльки світу» — до неї увійшло понад 20 Барбі у національних костюмах різних країн. Також продаються ляльки-двійниці знаменитостей: Мерилін Монро, Одрі Гепберн, Твіггі, Вітні Г'юстон, телеведуча Розі О'Доннел. Колекцію одягу Барбі оновлювали щороку.
Сучасна продукція Барбі дуже широка і різноманітна; існує безліч моделей знаменитої ляльки та її рідних і знайомих, величезна кількість аксесуарів, продаються і комп'ютерні ігри про Барбі.
На початку 2016 року лялька Барбі з'явилась ще в трьох нових версіях: висока Барбі, невисока та Curvy — з пишними формами. Нові Барбі також мають сім різних відтінків шкіри, 22 варіанти кольору очей і 24 зачіски.
В Італії ляльок Барбі більше, ніж канадців у Канаді.

## «Члени сім'ї» та знайомі Барбі
(За книгою «Барбі: Енциклопедія моди»)

### Сім'я Барбі
Сестри: Скіппер (1964), Тутті (1966—1971), Стейсі (1992), Шеллі (1995), Крісс (1999) Челсі (1996). 
Двоюрідні сестри: Френсі (1966—1976), Джазі (1989).
Брат: Тодд (1966—1968).

### Подруги та друзі
Бойфренд: Кен (1961)
Подруги: Мідж (1963), Крісті (чорношкіра, 1968), Стейсі (1968—1970), Пі-Джей (1969), Діва (1986), Дана (1986), Трейсі (1983), Кара (1975—1978), Келлі (1973—1976), Стеффен (1972—1973), Джемі (1970—1972), Ді-Ді (1986), Вітні (1987), Міко (японка, 1987), Бопсі (1988), Белінда (1988), Беккі (1988), Тереза (1988), Шейн (1994), Тара Лін (1993), Ніа (1990), Кіра (азіатка, 1990), Дівон (1989), Ніккі (1989), Кейла (1989), Беккі (візочниця, 1997), Ана (1999), Челсі (1999), Лара (1999), Мішель (1999), Торі (1999).
Приятелі: Аллан (1964, чоловік Мідж), Бред (1970), Кертіс (1973), Тодд (1983), Дерек (1986), Стівен (1988), Скотт (1980, бойфренд Скіппер).
Знайомі-діти: Ріккі (1965—1967), Скутер (1965—1967), Флафф (1971—1972), Тіфф (1972—1973), Кортні (1989), Кевін (1990), Кріс (1967—1968), Дженні (1998), Дейдрім (1998), Марісса (1998), Кия (1996), Беккі (1996), Мелоді (1996), Челсі, Марія (1999), Таміка (1999), Ніа (1999), Кейла (1999), Томмі (1997, брат Кена).

### Вороги
Жінки: Ракель (1961)

## Персональні ляльки
2018 року американська компанія Mattel почала випуск серії персональних ляльок Role Models, присвячену видатним жінкам, що надихають. Прототипами стали американська фізикиня й математикиня NASA Кетрін Джонсон, мексиканська художниця й феміністка Фріда Кало, триразова олімпійська чемпіонка Геббі Дуглас, британська боксерка Нікола Адамс, наймолодша олімпійська чемпіонка зі сноубордингу Клое Кім, дизайнерка Лейла Підаєш, польська телеведуча та журналістка Мартина Войцеховська та інші. 
У листопаді 2017 року компанія Mattel представила ляльку Барбі у хіджабі, прототипом якої стала фехтувальниця Ібтіхадж Мухаммад, що виступала на Олімпіаді в Ріо-де-Жанейро в традиційному мусульманському одязі.
У 2020 році в рамках цієї серії була випущена персональна копія ляльки української фехтувальниці Ольги Харлан. Барбі виглядає, як сама спортсменка у фехтувальній екіпіровці. Харлан стала десятою спортсменкою і першою українкою, яка отримала персональну ляльку Барбі.
Компанія Fiat у співпраці з Mattel виготовила до 50-річчя ляльки «Барбі» спеціальну версію автомобіля Fiat 500. Салон автомобіля оформлений у рожевому кольорі, а панель приладів і ковпаки у коліс прикрашені стразами.

## Авторські права та конфлікт з Bratz
Ляльки компанії Bratz Dolls було створено компанією MGA Entertaiment 2001 року, компанією керував Картер Браянт, колишній працівник Barbie. Виробник Барбі подав позов до суду на Bratz, звинувачуючи її у крадіжці дизайну ляльок. 2008 року суд присяжних постановив, що Bratz незаконно використала дизайн, та присудив виплатити $100 млн, а також передати Барбі всі права на Bratz.
2011 року апеляційний суд дійшов висновку, що Bratz не порушувала жодних прав Barbie, тому присудив Barbie виплатити MGA $300 млн.

## Барбі в культурі
- У 2004 р. був знятий мультфільм «З Барбі у головній ролі» — «Барбі та Лускунчик»;
- Згодом вийшло ще понад 10 анімаційних фільмів про пригоди Барбі.
- У вересні 2009 року компанія Mattel і кіностудія Universal Pictures уклали угоду про спільну роботу над повнометражним фільмом, присвяченим ляльці Барбі та приуроченим до її 50-річчя. Продюсеркою проєкту призначено Лоуренс Марк, в активі якої робота над такими фільмами, як «Джеррі Магуайер» і «Джулі і Джулія».[12]
- «Барбі: Суперпринцеса» — американський анімаційний фільм 2015 року, головною героїнею в якому стала лялька Барбі.
- Барбі — американський фільм 2023 року режисерки Ґрети Ґервіґ, що підсумовує й переосмислює історію ляльок Барбі у феміністичному контексті.